# 甘布利亚诺
甘布利亚诺（義大利語：Gambugliano），是意大利威尼托大区维琴察省的一个市镇。总面积7.95平方公里，人口840人，人口密度105.7人/平方公里（2009年）。国家统计（ISTAT）代码为024044。